# Định luật tầm thường
Định luật Parkinson của sự tầm thường là lập luận của C. Northcote Parkinson năm 1957 lập luận rằng các thành viên của một tổ chức coi trọng một cách quá mức các vấn đề tầm thường. Ông cung cấp một ví dụ về một ủy ban hư cấu có trách nhiệm phê chuẩn kế hoạch xây nhà máy hạt nhân đã dành phần lớn thời gian để thảo luận về những vấn đề tương đối nhỏ, nhưng dễ nắm bắt, như là vật liệu để xây nhà để xe đạp cho các nhân viên trong khi bỏ qua những thiết kế được đề nghị cho bản thân nhà máy—vấn đề quan trọng hơn nhiều, nhưng cũng khó khăn và phức tạp hơn.
Định luật đã được áp dụng để phát triển phần mềm và các hoạt động khác. Thuật ngữ hiệu ứng nhà để xe đạp là một ẩn dụ để minh họa định luật tầm thường, được phổ biến trong cộng đồng Giấy phép phần mềm Berkeley bởi nhà phát triển máy tính người Đan Mạch Poul-Henning Kamp năm 1999 và đã lan truyền từ đó đến toàn bộ ngành công nghiệp phần mềm.

## Lập luận
Khái niệm này đã trình bày trước tiên như là một hệ quả của "định luật Parkinson" rộng hơn về quản lý. Ông kịch hóa "định luật tầm thường" với ví dụ về một cuộc thảo luận của một ủy ban về một lò phản ứng nguyên tử, tương phản với cuộc thảo luận về một nhà để xe đạp. Như ông nói: "thời gian dành cho bất kỳ mục của các chương trình nghị sự sẽ được tỷ lệ nghịch với tổng [tiền] liên quan." Một lò phản ứng như vậy là rất đắt tiền và phức tạp mà một người bình thường không thể hiểu được điều đó, vì vậy mọi người giả định rằng những người làm việc với nó hiểu được nó. Mặt khác, tất cả mọi người có thể hình dung một nhà để xe đạp giá rẻ, đơn giản nên việc xây dựng một kế hoạch cho nó có thể dẫn đến cuộc thảo luận bất tận bởi vì tất cả mọi người tham gia đều muốn thể hiện đóng góp cá nhân.
Một đề xuất xây dựng một cái gì đó mới cho cộng đồng, chẳng hạn một nhà để xe đạp, có thể gặp vấn đề khi mọi người đều tham gia tranh luận rất chi tiết. Đây là một phép ẩn dụ cho thấy rằng không cần thiết phải tranh luận về tất cả mọi tính năng đơn giản chỉ vì ta có kiến thức để làm như vậy. Một số người nhận xét rằng lượng âm thanh phát sinh bởi một sự thay đổi tỷ lệ nghịch với độ phức tạp của nó.